# El Tempranillo
José María Hinojosa Cobacho, llamado José María el Tempranillo (en la pedanía de Jauja en Lucena, Córdoba, c. 1800/1805-Alameda, Málaga, 23 de septiembre de 1833), fue un bandolero español rebelde que actuó en Serranía de Ronda.

## Biografía
Nació en una pedanía de Lucena llamada Jauja en la actual provincia de Córdoba. Era hijo de Juan y María, los cuales eran jornaleros, al igual que sus abuelos. José no tuvo estudios y desde muy niño tuvo que trabajar como jornalero junto a sus padres y al servicio de un señorito de la zona.
Con tan solo 15 años empieza su vida como bandolero. La causa de tal modo de vida se encuentra en el día 29 de septiembre de 1820 en la romería de San Miguel, en la cual mató a un hombre. Hay tres hipótesis sobre el crimen que cometió; la primera es la de que José venga la muerte de su padre; la segunda vengando la violación de su madre ya viuda; y la tercera es de la de José enamorado de Clara, una niña de Jauja. Según esta tercera versión, al final de la romería hay un baile en donde un hombre adulto importuna a Clara, José se enfrenta al hombre y se bate en duelo de navajas, saliendo José victorioso al triunfar su navaja y asesinar a su contrincante. El hecho se sabe y debe huir, ya que la pena impuesta para este delito es la de la muerte en la horca. Así, toma el primer caballo que ve y se lanza a los montes de la Serranía de Ronda para sobrevivir.
En sus primeros años como bandolero se dedicó al contrabando y se incorporó a la banda de los Siete niños de Écija, los cuales se ganaban la vida robando a todos aquellos que se encontraban por la sierra. Aquí fue donde le apodaron "el Tempranillo", tal vez por lo pronto que tuvo que huir de la justicia. En esta banda se encontraba José Ulloa, "el Tragabuches", el cual era bandolero a causa de matar a su mujer y al amante de esta. A pesar de estar durante unos dos años con esta banda, donde aprendió bastante, José, con 18 años, creó la suya propia. Se especializó en asaltos a carruajes y diligencias, sobre todo de la Hacienda del Reino. El rey Fernando VII no sabía cómo parar estas grandes oleadas de bandoleros que se estaban produciendo en el sur de España y mandó importantes batallones especializados de soldados, llamados migueletes.
En 1825, con 20 años, ya lo seguían 14 hombres, todos mayores que él. Cualquiera que pasara por la Serranía de Ronda tenía que vérselas con él y su banda. Sin embargo, se le conocía como "el bandido bueno", ya que era capaz de repartir más dinero a sus compañeros que a él mismo y si un pueblo estaba en situación precaria, él daba grandes dinero a cambio de refugio. En otras ocasiones ayudaba a gente pobre, como a un arriero que llevaba a un burro moribundo, ya que era lo único que poseía para trabajar y mantener a su numerosa familia. "El Tempranillo" le propuso que comprara la mula del herrero de la zona por 1.500 reales que él mismo le daba. El arriero compró la mula, y unos bandoleros fueron al día siguiente a pedir al herrero los 1.500 reales, a lo que este tuvo que acceder al decir los bandoleros que venían de parte del "Tempranillo". Siempre luchó contra los caciques y los latifundistas.
Muchos de los huidos de la justicia se unían a él y llegó a contar con 50 hombres, entre ellos, Juan Caballero, "el Venitas", "el de la Torre" o "el Veneno". Muchos de ellos eran héroes de la Guerra de la independencia.[cita requerida]
Su golpe más famoso y espectacular fue en Écija, cuando asaltó y robó una importante diligencia que llevaba gran cantidad de dinero de la Hacienda. Tenía una especie de servicio de espionaje a lo largo de los pueblos, donde la gente le informaba sobre los movimientos de los hombres del Rey. Asimismo, contaba con las informaciones del correveidile del gobernador de Sevilla, un individuo que atendía al nombre de Pedro Ignacio Ángulo Martín, natural de Salamanca, extremadamente inteligente y taimado. Controló todos los pasos de Sierra Morena y cobraba peaje a todo carruaje que quisiera adentrarse por aquellos parajes. Sus acciones llegaron a recorrer no solo España sino también Europa, lo que llevó al escritor Prosper Mérimée a decir: En España manda el Rey, pero en Sierra Morena manda "el Tempranillo"; asimismo, se empezaron a escribir sobre él todo género de invenciones. También lo conocieron pintores como John Frederick Lewis, que fue el que mejor lo retrató, como un hombre de poca estatura, fuerte y con penetrantes ojos grises. Vestía con una chaqueta fina y camisa de algodón, y entre su faja siempre llevaba dos pistolones y dos navajas.
Aparte de sus asaltos y delitos, se demostró que no era perverso ni asesino despiadado, como otros bandoleros conocidos. Por ejemplo, trataba muy bien a las damas a las que robaba. Cuando asaltaba a un carruaje era el primero en ayudarlas a bajar ofreciendo su brazo, luego se las llevaba a la sombra y les iba quitando las joyas mientras decía: Una mano tan bella no necesita estas alhajas. Se casó con María Jerónima Francés, una joven y bella gaditana, que quedó embarazada de él. El 6 de enero de 1832 estaba a punto de parir en un cortijo de Grazalema, cuando los migueletes rodearon el cortijo y atacaron la casa donde estaban el bandolero y su mujer. "El Tempranillo" respondió al ataque y los soldados del Rey no se atrevieron a asaltar la casa por miedo a que hubiera más bandoleros. En medio de tantos disparos y pánico, María, muy nerviosa, murió en el parto y el niño recién nacido a duras penas sobrevivió. Viendo esta situación, "el Tempranillo" actuó con rapidez, atándose el cuerpo de su amada muerta a la espalda, a su hijo en la faja y salió al galope del cortijo montado en su caballo en medio de los disparos de los migueletes sin resultar ni siquiera herido. Al día siguiente entregó el cadáver de María a la familia de esta y el 10 de enero fue a bautizar a su hijo en la iglesia de Grazalema. Cuando llegó allí, la gente estaba asustada por una posible represalia del bandolero, pero "el Tempranillo" no hizo nada y nadie llamó a las autoridades, respetando así su dolor.
En el periodo de la Década Ominosa (1823-1833), hay constancia de que José María participara en alguna de las intentonas de levantamiento militar protagonizada por los liberales.[cita requerida] El primer intento se produjo en febrero de 1831, dirigido desde Gibraltar por el teniente coronel Salvador Manzanares. El intento fracasó al ser derrotado por las fuerzas realistas en las cercanías de Estepona. La segunda intentona se produjo en otoño del mismo año; todo apunta a que José María se comprometió con el general Torrijos a prestar su ayuda y a asistir al lugar del desembarco, planeado igualmente desde la colonia inglesa, aunque no hay documentos que lo afirmen con rotundidad. Al igual que el anterior, este pronunciamiento fue un fracaso y él y sus seguidores fueron apresados en las cercanías de Málaga.
En agosto de 1832, Fernando VII dio el indulto a todos aquellos que quisieran servir a la ley y ser libres, liquidando a todos los bandoleros que no se unieran a la propuesta. "El Tempranillo" habló con sus hombres diciéndoles que si le siguen serían libres y no serían arrestados, pero que si no le seguían los buscaría y los llevaría al cadalso. Juan Caballero, "el Venitas" y "el de la Torre" se le unieron, pero "el Veneno" dijo que lo buscaran, que nunca dejaría de ser lo que era. Así empezó una lucha entre bandoleros bien urdida por el Rey. En diciembre de ese año cayó "el Veneno", siendo ajusticiado.

## Fallecimiento
En plena lucha entre bandoleros, el día 22 de septiembre, "el Tempranillo", cerca de una hacienda que tenía en Alameda (Málaga), se topó con una emboscada de un antiguo compañero[cita requerida], "el Barberillo", quien le disparó mortalmente, poniendo fin a su vida con 28-33 años.

## Legado
"El Tempranillo" aparece en Gloriosa vida y desdichada muerte de don Rafael del Riego por Carmen de Burgos como ejemplo del bandidaje desenfrendado y el orden público lamentable durante el reinado de Fernando VII.Ella se refiere al bandido como "rey de Andalucía."